# Premio Viareggio
El Premio Letterario Viareggio-Rèpaci, más conocido como Premio Viareggio, es un premio literario fundado en 1929 en la ciudad italiana de Viareggio para distinguir las mejores obras literarias publicadas en el país. Los miembros fundadores fueron los amigos Leonida Rèpaci, Alberto Colantuoni y Carlo Salsa. Su intención fue crear un galardón que superara en ambición y anchura de miras al Premio Bagutta, que se entregaba en Milán. Uno de los fundadores, Rèpaci, era un conocido antifascista que había sufrido prisión: esto hizo que el premio tuviera las simpatías de los opositores al régimen de Benito Mussolini y, al principio, se le considerara ecuánime, aunque pronto surgieron encendidas polémicas por el excesivo poder de Rèpaci, quien elegía los miembros del jurado e imponía sus preferencias. 
En la fiesta de inauguración del premio participaron Luigi Pirandello y Massimo Bontempelli. Los primeros ganadores, ex aequo, fueron Lorenzo Viani con Ritorno alla patria (obra publicada en la editorial Alpes, propiedad de Benito Mussolini) y Anselmo Bucci con Il pittore volante (editorial Ceschina).
En 1931 Lando Ferretti sustituyó a Rèpaci en la supervisión del premio y el 1934 se encargó de esta función Galeazzo Ciano. Durante los años de la Segunda Guerra Mundial se suspendieron los premios, que posteriormente se recuperaron por voluntad de Rèpaci, quien los dirigió hasta su muerte en 1985. A partir de esa fecha, fueron Cesare Garboli y Natalino Sapegno los encargados de dirigirlo.